# Commodore 264
Commodore 264 fu una famiglia di home computer realizzati da Commodore International, nonché una serie formata da alcuni modelli di home computer commercializzati dalla multinazionale tra il 1984 ed il 1986, assieme ed altri prototipi mai però immessi sul mercato.

## Caratteristiche
Il prototipo originale Commodore 264 aveva 64 kB di RAM, basato sul coprocessore TED, non aveva nessun software di produttività personale in ROM e la tastiera era leggermente differente dal Commodore 232 (altro prototipo della serie).
Il modello di punta era il Commodore Plus/4 destinato all'utenza professionale ma tuttavia incompatibile con il Commodore VIC 20 ed il Commodore 64 non potendo inoltre attingere alla vasta base di software, programmi e giochi già sviluppata per il C64.

## I modelli
I modelli commercializzati della Serie 264 furono: 
- Commodore Plus/4;
- Commodore +4: edizione localizzata del Commodore Plus/4 destinata al mercato canadese;[3]
- Commodore 16: variante del Commodore Plus/4 con meno RAM, priva della suite da ufficio 3-Plus-1 e chassis simile a quello della seconda serie di Commodore VIC-20 e Commodore 64;
- Commodore 116: variante del Commodore Plus/4 con meno RAM, priva della suite da ufficio 3-Plus-1 e case simile a quello del Commodore Plus/4 ma con tastiera in gomma.

## Prototipi mai commercializzati
Oltre al Commodore 264, appartengono alla stessa serie altri due prototipi:
- Commodore 232: dotato di 32 kB di RAM, basato sul coprocessore TED, nessun software di produttività personale in ROM[4]

- Commodore V364: presentato tra il 7–10 gennaio 1984 alla Las Vegas Convention Center – Las Vegas, Nevada, Stati Uniti e dotato di 64 kB di RAM, nessun software di produttività personale in ROM, rispetto al Commodore 232 e al Commodore 264 furono aggiunti tastierina numerica e sintetizzatore vocale.[5][6] Si ritiene che ne siano stati realizzati due o forse tre esemplari.[senza fonte]